# We Are Called Team
We Are Called Team (ou apenas TEAM*) é uma banda de indie rock de Dallas, Texas, assinada com a Gravadora independente (Field Day Records),
fundada em maio de 2013 e composta por Caleb Turman e Rico Andradi.

## Integrantes
Rico e Caleb se conheceram enquanto tocavam pelo Forever the Sickest Kids e começaram a fazer música juntos por diversão